# Cistus cebennensis
Cistus cebennensis là một loài thực vật có hoa trong họ Nham mân khôi. Loài này được Aubin & J.Prudhomme mô tả khoa học đầu tiên năm 1986.